# Les vacances de l'amour
Les vacances de l'amour, è un telefilm di produzione francese. Seguito di Hélène e i suoi amici e de Gli amici del cuore, conta 160 episodi (che inizialmente raccontavano storie autoconclusive, per poi assumere connotati più simili a quelli di una soap opera), suddivisi in 5 stagioni, tutte inedite in Italia.
Mentre Hélène e i suoi amici (1992) e Gli amici del cuore (1995) raccontavano le storie d'amore e di amicizia di tre ragazze, compagne di stanza all'Università Parigi XVI, e dei loro tre fidanzati musicisti (a loro volta, compagni di stanza), in Les vacances de l'amour l'ambientazione è quella dei Caraibi dove alcuni dei personaggi si trasferiscono.

## Trama
Dopo aver convissuto in una grande casa all'epoca de Gli amici del cuore, José, Bénédicte, Jimmy, Cynthia, Olivier, Nathalie, Linda, Laly e Manuela decidono di andare in vacanza su un'immaginaria isola dei Caraibi, Love Island (le riprese si svolgono, in realtà, sull'isola di Saint Martin nelle Antille francesi). Qui scoprono che Nicolas, dopo essersi trasferito in Australia con Hélène, si è separato da quest'ultima ed ora vive lì, in una capanna sulla spiaggia.

Le vacanze durano più a lungo del previsto, quindi il gruppo decide di stabilirsi in modo permanente sull'isola.

Bénédicte e la sua vecchia amica Johanna (che il gruppo ha casualmente ritrovato, soccorrendola dopo che quest'ultima aveva avuto un incidente d'auto) prendono in gestione un bar; José e Nicolas diventano skipper per conto del capitano Oliver e, alla fine, diventano soci, mentre Jimmy diventa responsabile degli sport nautici. 

La serie è ricca di storie avventurose, durante le quali il gruppo viene spesso coinvolto in situazioni pericolose. 

Successivamente, Bénédicte apre una galleria d'arte, mentre Johanna e Laly gestiscono un'agenzia immobiliare che offre ville ai ricchi visitatori dell'isola. 

Nicolas vivrà una storia d'amore con Jeanne, una ricca ereditiera da passato misterioso, che, prima di stabilirsi definitivamente con lui nella capanna, avrà anche una storia con José.

La quarta stagione vede il ritorno di Hélène, che, dopo la morte del suo compagno, il dottor Blake, decide di attraversare mezzo pianeta, con un pesante segreto, per raggiungere i suoi amici, tra cui Nicolas, verso il quale lei sente ancora sentimenti molto forti. Diviso tra Hélène e Jeanne, Nicolas sarà combattuto tra chi scegliere.

Agli inizi della quinta stagione, con grande sorpresa di tutti i compagni, fa il suo grande ritorno un vecchio personaggio: Christian (Cri Cri adorato), che sbarca sull'isola per riavvicinarsi a Johanna, la quale, però, ora vive con José. Determinato a riconquistare la donna che ha pensato in tutti gli anni trascorsi, Christian farà ogni sforzo per vincere la sua battaglia.

## Sequel

### Les Mysteres de l'amour
Dal 2011 è in produzione un seguito, Les Mystères de l'amour. Il nuovo telefilm racconta le vicissitudini dei personaggi principali, ormai tornati a Parigi dopo la parentesi caraibica de Les vacances de l'amour.